# کالین پونگا
کالین پونگا (زاده ۳۰ مارس ۱۹۹۸) یک فوتبالیست حرفه ای لیگ راگبی است که به عنوان کاپیتان تیم شوالیه‌های نیوکاسل در NRL بازی می‌کند.
در دور دوم فصل NRL 2023، پونگا تنها پس از ۹۰ ثانیه در پیروزی ۱۴–۱۲ نیوکاسل بر وست تایگرز با ضربه به سر از زمین خارج شد. این چهارمین ضربه به سر پونگا در ده ماه گذشته بود.

## آمار
آمار مربوط به دور ۱۱ سال ۲۰۲۳ صحیح است
| فصل       | تیم                      | مسابقات | تی | جی  | GK %  | F/G | امتیاز |
| --------- | ------------------------ | ------- | -- | --- | ----- | --- | ------ |
| ۲۰۱۶      | کابوی‌های کوئینزلند شمالی | ۲       | ۰  | ۰   | -     | ۰   | ۰      |
| ۲۰۱۷      | کابوی‌های کوئینزلند شمالی | ۷       | ۳  | ۰   | -     | ۰   | ۱۲     |
| ۲۰۱۸      | شوالیه‌های نیوکاسل        | ۲۰      | ۶  | ۲۷  | ۶۹٫۲۳ | ۰   | ۷۸     |
| ۲۰۱۹      | شوالیه‌های نیوکاسل        | ۲۰      | ۱۱ | ۴۸  | ۸۲٫۷۶ | ۰   | ۱۴۰    |
| ۲۰۲۰      | شوالیه‌های نیوکاسل        | ۱۹      | ۱۰ | ۴۶  | ۶۵٫۷۱ | ۰   | ۱۳۲    |
| ۲۰۲۱      | شوالیه‌های نیوکاسل        | ۱۵      | ۸  | ۱۰  | ۷۱٫۴۳ | ۰   | ۵۲     |
| ۲۰۲۲      | شوالیه‌های نیوکاسل        | ۱۲      | ۳  | ۹   | ۷۵٫۰۰ | ۰   | ۳۰     |
| ۲۰۲۳*     | شوالیه‌های نیوکاسل        | ۵       | ۱  |     |       |     | ۴      |
| مجموع شغل | مجموع شغل                | ۱۰۲     | ۴۲ | ۱۳۸ | ۷۱٫۵۰ | ۰   | ۴۵۴    |